# حمد راكع العنزي
حمد راكع حمود العنزي (مواليد 22 أبريل 1984) لاعب كرة قدم بحريني يلعب حاليا لنادي سترة البحريني ومنتخب البحرين. تم إيقاف العنزي لمدة 24 شهر بعد ثبوت تعاطيه المنشطات من قبل الوكالة العالمية لمكافحة المنشطات. عاد للعب كرة القدم في 1 يونيو 2010.

## الأهداف الدولية
| # | التاريخ      | الملعب             | الخصم    | التسجيل | النتيجة | المنافسة |
| - | ------------ | ------------------ | -------- | ------- | ------- | -------- |
|   | 28 مايو 2008 | سنغافورة، سنغافورة | سنغافورة | 0-1     | الفوز   | ودية     |

## الإنجازات

### الرفاع
- الدوري البحريني الممتاز (4): 2003، 2005، 2012، 2014
- كأس ولي العهد (3): 2003، 2004، 2005
- كأس الاتحاد البحريني (1): 2004

### العربي
- كأس ولي العهد (1): 2007

### الحد
- كأس ملك البحرين (1): 2015